# Lipán

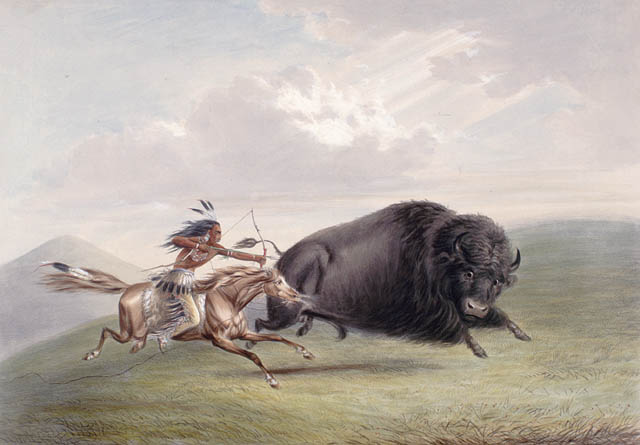
El bisonte americano era parte de la dieta de los apaches lipanes, además comerciaban productos derivados de este animal.

Los lipanes (Łepai ndé) son un conjunto de indígenas americanos pertenecientes a una de las seis divisiones apaches. Se definen a sí mismos como el pueblo de Ipa, figura mitológica dentro de su historia oral, de ahí procede su nombre "lipán". En conjunto, todos los apaches (incluyendo a los lipanes) se autodenominan como ndé ('gente, pueblo'). 
El territorio tradicional por donde se desplazaba esta tribu en particular, se localiza históricamente en Texas, Estados Unidos, y en los estados mexicanos de Chihuahua, Coahuila, Nuevo León "en algunos trascursos de la historia en Tamaulipas". Erróneamente se les ha mencionado como un grupo depredador, pero su forma de vida se basaba en la cacería del bisonte y venado cola blanca, además de la manufactura e intercambio de bienes.

## Vestimenta
Algunos grupos lipanes se asentaban de forma semipermanente en los límites territoriales del hoy Tamaulipas y Texas. Es en estas tierras que existía el presidio de Laredo, que utilizaban los lipanes desde el siglo XVIII como protección contra sus enemigos los comanches. A principios de 1828, Jean-Louis Berlandier estando en estas tierras "actualmente fronterizas" describiría algunas costumbres, y forma de vestir de estos nativos:
"Hombres y mujeres y niños llegaron montados a caballo. Sus caras las tenían pintadas de bermellón, y vestían con gamuzas de antílope (venado), y algunos traían una hermosa manta de piel de bisonte. Las mujeres vestían calzones o pantalones de una sola pieza, mientras los hombres vestian mitazas"

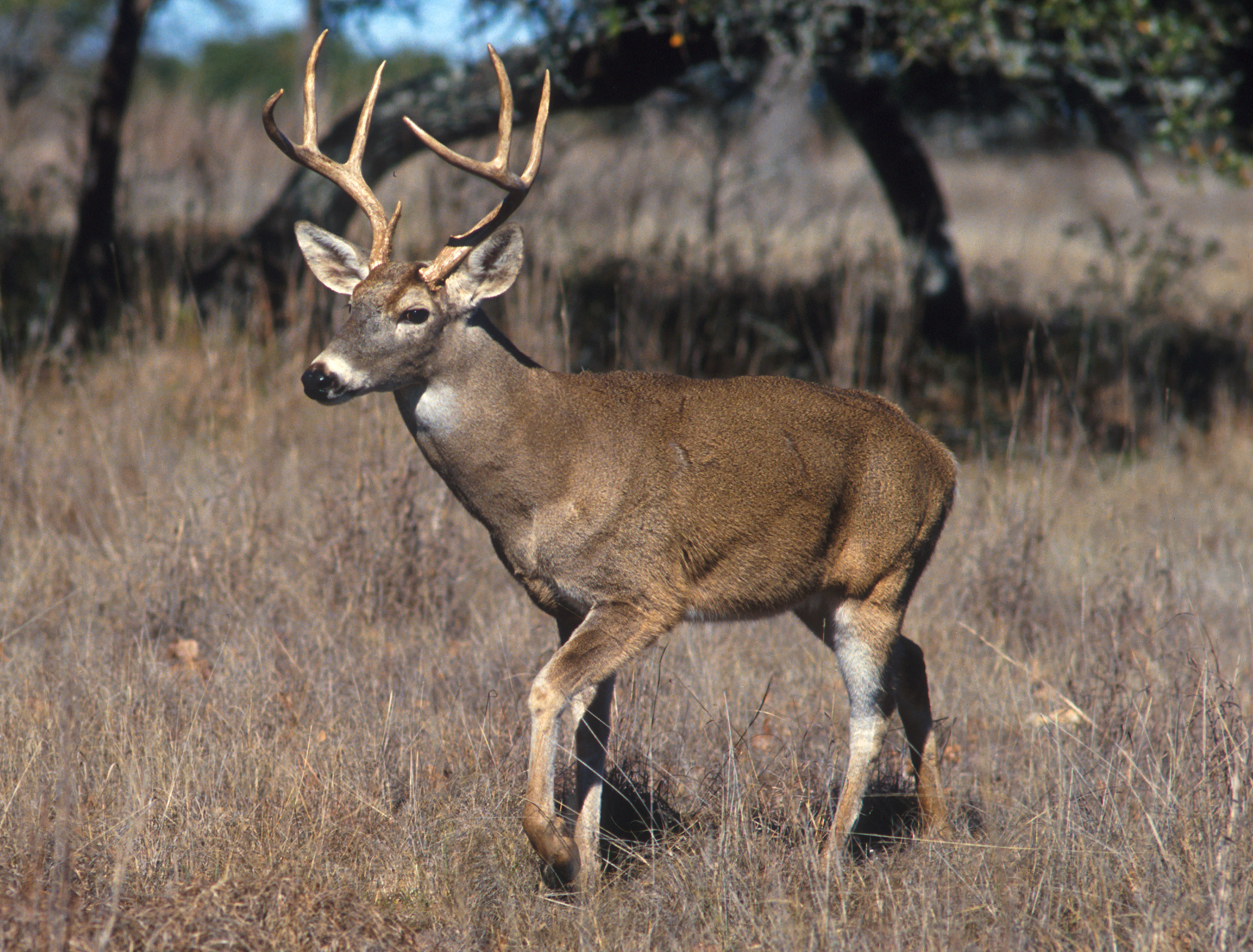
Para los lipanes el venado era parte fundamental en su cosmovisión.

## Actualidad
Los lipanes fueron la única tribu apache que nunca se rindió de manera formal a las autoridades, es por eso que no tienen su propia reserva india; algunos fueron llevados a las reservas de Nuevo México y Oklahoma entre los siglos XIX y XX, mezclándose con los apaches mescaleros "manteniendo cierta identidad".  Sin embargo, una cantidad pequeña quedó en libertad tanto en México como en Estados Unidos. En México existen comunidades en Chihuahua, y en Estados Unidos, en Texas. Aunque existe un grupo que se autodenomina descendientes de lipanes en Sonora, han buscado el reconocimiento del asentamiento a través del Congreso del Estado y los cabildos municipales. 

## Sinonimia
Los lipanes también fueron conocidos como: Ipandes, Ypandes, Ipandes, Ipandi, Lipanes, Querechos, Vaqueros, Llaneros.

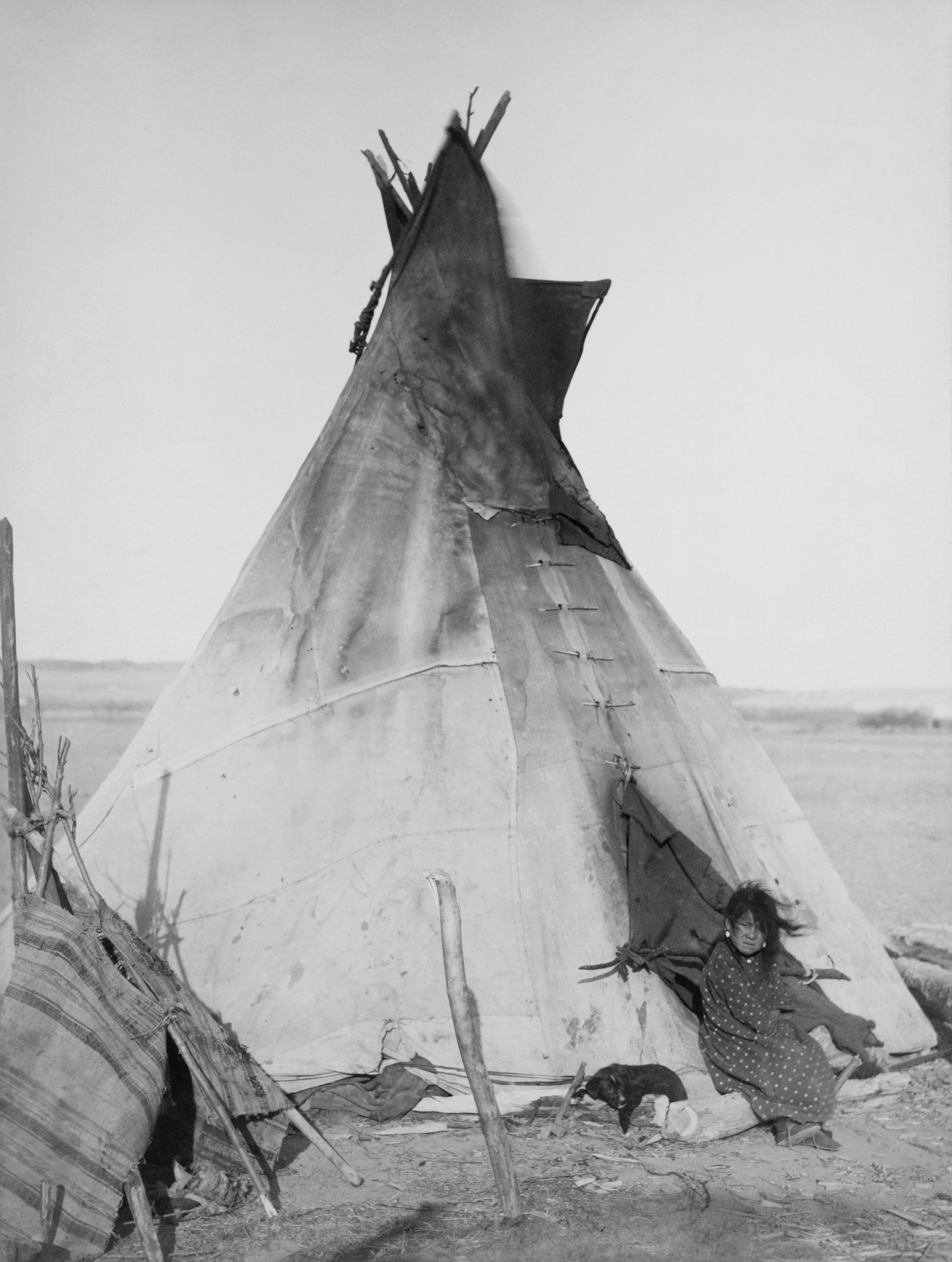
Los apaches tenían dos tipos de vivienda, los wickiup y tipis. Los lipanes usaban el tipi.

## Subdivisiones
- La banda Sun Otter (Tche shä) - encabezada por Cuelgas de Castro; habitaban desde San Antonio hasta Laredo.
- La banda de Green Mountain (Tsél tátlidshä) - se extendía por el sur de Texas desde los condados de Refugio hasta Nueces; fue absorbida por la banda High-Beaked Moccasin.
- Banda de Mocasines de pico alto (Kóke metcheskó lähä) - liderada por Zapato Sas y Flacco.
- La banda Red Hair (Tséral tuétahä) - dirigida por Cabellos Colorado en 1739; fue absorbida por la banda Sun Otters o Green Mountain.
- Banda Fire o Camp Circle (Ndáwe qóhä) - áreas habitadas desde San Sabá hasta la parte alta del río Nueces.
- Banda Little Breech-clout (Tcha shka-ózhäyê) - dirigida por Pocarropa; habitó la región del bajo Pecos.
- Banda pulverizadora o de frotamiento (Tchó kanä) - se extendía desde el sur de Colorado superior hasta el norte de México; fue absorbida por la banda Little Breech-clout.
- Uplanders (Tüzhä o Täzhä) - vivían a lo largo de la parte superior del río Grande en las montañas Organ o Sacramento del sur de Nuevo México.
- Hombres de las praderas (Kó'l Kahä) - se extendía desde el alto Colorado hasta el río Pecos.
- Banda de Ganso salvaje (Te'l kóndahä) - habitaba el alto Colorado.
- Banda de Madera pintada (Tsésh ke shénde) - posiblemente vivió a lo largo del río Brazos.
- Banda Big Water (Kúne tsá) - norte de México
- La banda Cabezas de Lobos, Cuerpos de Hombres (Tsés tsëmbai) - habitó la región al norte del río Colorado.
- La banda del norte (Shä-ä) - estaban emparentados con los Apaches Kiowa.

## Historia
Los lipanes son mencionados por primera vez en los registros españoles de 1718 cuando atacaron San Antonio (Texas). Esto no implica que no hayan interactuado antes de esa fecha con los conquistadores, sólo que estos no los habían identificado como un grupo amerindio independiente hasta entonces. Estos grupos nómadas "que desplazaban por un vasto territorio", se establecieron de forma semipermanente en las misiones españolas de Coahuila en 1754, y en la de San Sabá Texas en 1757, pero ambas misiones fueron quemadas y abandonadas. 
Los apaches lipanes se presentan como los más orientales, divididos en dos clases: de arriba y de abajo, con referencia al curso del río Grande cuyas aguas bañan su territorio. Los límites de los lipanes en lo general eran los siguientes: por el poniente los llaneros; por el norte los comanches; por el occidente la provincia de Tejas; por el sur los españoles.

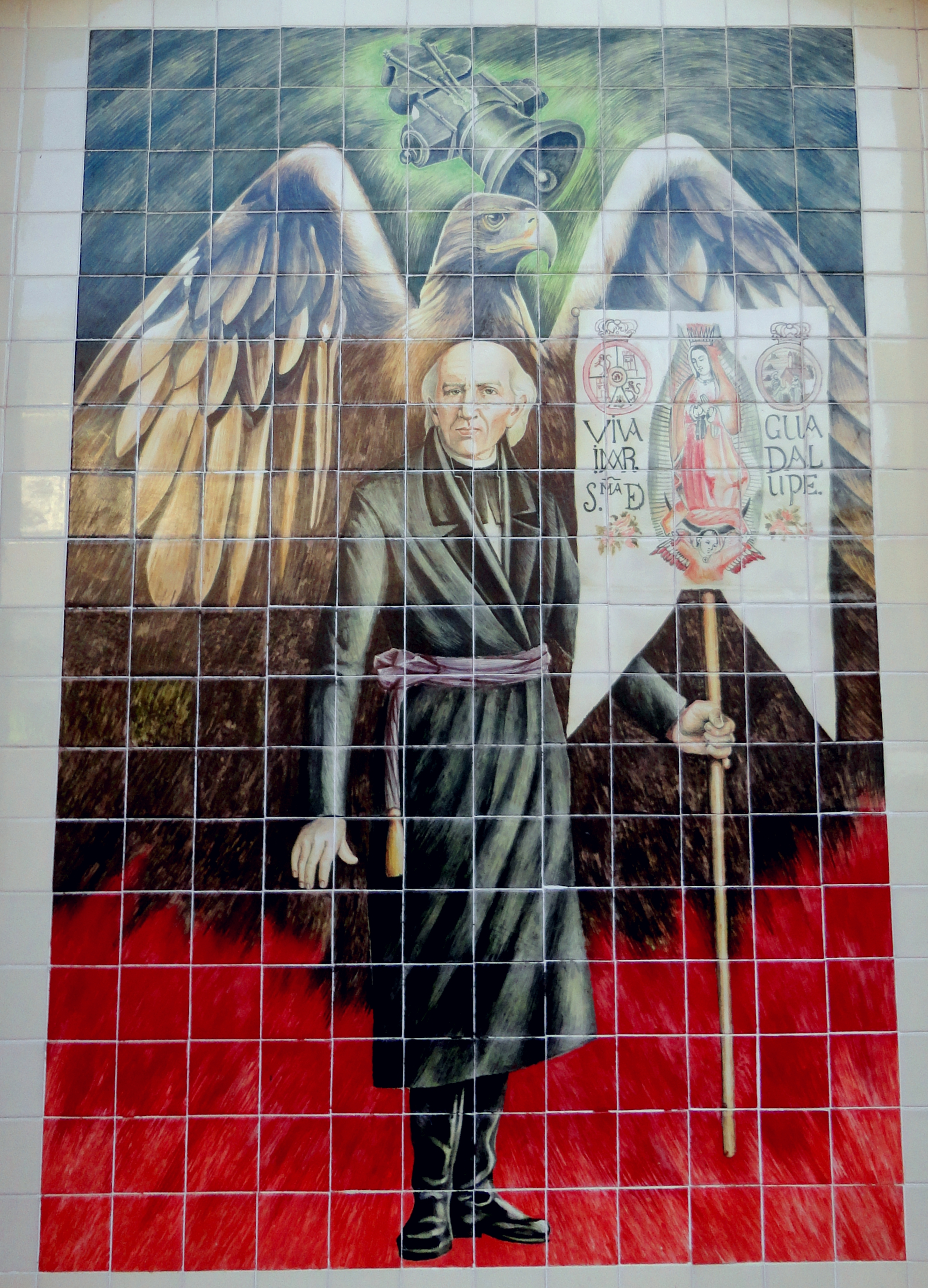
Miguel Hidalgo y Costilla. Padre de la patria mexicana.

### Lipanes en la independencia de México
El 21 de Mazo de 1811 en las norias de Acatita de Baján, Coahuila un grupo heterogéneo de indios auxiliares, entre ellos "apaches lipanes" colaboró con los realistas en la captura de Miguel Hidalgo, Ignacio Allende, y cerca de novecientos insurgentes.
Los insurgentes son emboscados y aprehendidos por las tropas realistas e indios auxiliares al mando del general Elizondo. En la emboscada es muerto Indalecio Allende, hijo de Ignacio Allende.
En Monclova algunos insurgentes son fusilados, entre ellos el hermano de Hidalgo. Allende, Aldama, Jiménez, Hidalgo y Santamaría, son llevados con grilletes en mulas en un terrible y agonizante traslado a través del desierto que duró más de un mes hasta Chihuahua, comiendo solo una vez al día carne seca y durmiendo en el suelo amarrados "casi desnudos".
El 26 de junio de 1811 en Chihuahua son fusilados Allende, Aldama y Jiménez, y les son cortadas las cabezas. Un mes después, el 26 de julio, es fusilado Hidalgo.
Las cabezas de Hidalgo, Allende, Aldama y Jiménez son transportadas hasta León el 11 de octubre de 1811, llegando hasta la capital de Guanajuato donde son puestas en jaulas de hierro, y son colgadas en las cuatro esquinas de la Alhóndiga de Granaditas.

### Exterminio lipán en Coahuila y Nuevo León

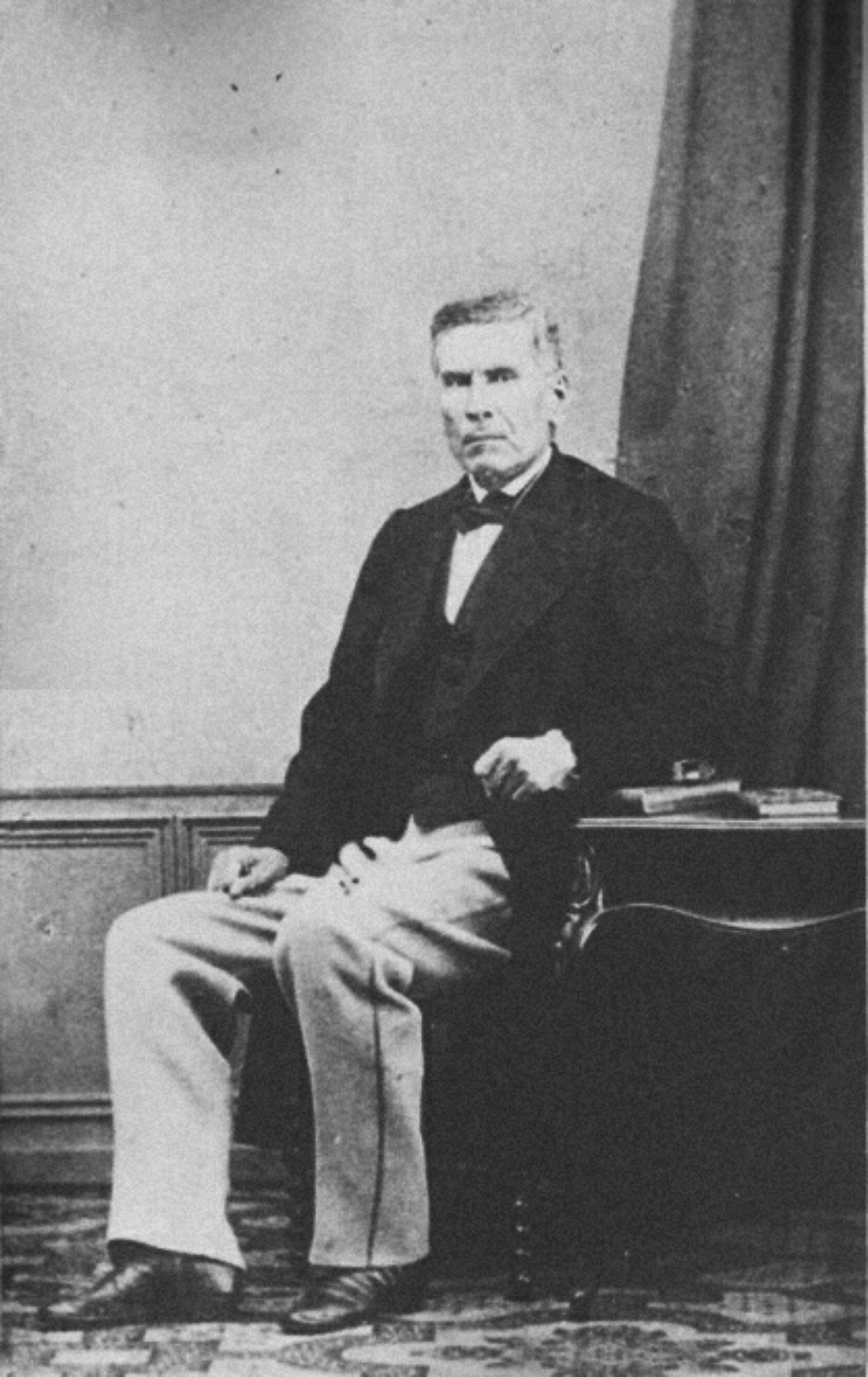
Santiago Vidaurri, Gobernador de Coahuila y Nuevo León (1855-1864) lideró una campaña contra apaches y comanches en el.

A mediados del siglo XIX se efectuaron campañas para erradicar a los "bárbaros" de los territorios de Coahuila y Nuevo León. Las estrategias empleadas eran:
1- Pago de cabelleras. Aunque esto ya se hacía desde tiempo atrás, no es hasta 1850 que se decretó como ley en Nuevo León.
2- Envenenamiento de los aguajes (lugar donde van a beber los animales salvajes), de los que también se abastecían los grupos indígenas.
3- En 1850, kikapúes, mascogos y seminoles ayudan a los mexicanos en las guerras apaches en el noreste de México a cambio de tierras en este país.
Todas estas campañas de exterminio contribuyeron a la desparición de los apaches en el noreste de México.

## Idioma
El idioma lipán, llamado ndé miizaa por sus hablantes, es una lengua apacheana oriental de la rama atabascana del sur perteneciente a la familia lingüística na-dené. El lipán está relacionado con el idioma jicarilla, ambas lenguas pertenecen a la rama oriental apacheana. Se habla en los estados de Coahuila y Chihuahua en el norte de México y en la parte sur de Texas cercano a la frontera mexicana.

## Controversias
Aunque históricamente a los apaches se les ha catalogado como invasores, datos arqueológicos como etnohistóricos asumen que el clímax final de la migración de todos los grupos apaches a los territorios del sur de Estados Unidos y Norte de México se dio en la primera mitad del siglo XVI, concidiendo con la llegada de los españoles y su empresa de conquista. Los apaches se extenddieron y dividieron en regiones geográficas diferenciadas como, Arizona, Sonora, Nuevo México, Chihuahua, Texas y noreste de México. 
Por ejemplo, en el noreste de México y Texas, existieron lazos de cooperación e intercambio de conocimientos entre los grupos indígenas ya radicados y los recién llegados (lipanes) hasta la llegada de los comanches en el siglo XVII.